# Rataje (Poznań)
Rataje (niem. Rattai) – część miasta Poznania, a zarazem jednostka obszarowa Systemu Informacji Miejskiej, leżąca na prawym brzegu Warty, położona w dwóch jednostkach pomocniczych Osiedle Rataje i Osiedle Żegrze.
Na Ratajach według pierwotnych planów miało mieszkać 110–120 tys. (obliczenia oparte były na zasadzie jednostek mieszkaniowych obsługujących szkołę 7-klasową, 27 jednostek po 4700 mieszkańców).

## Położenie
Charakteryzuje się gęstą zabudową wielorodzinną, skupioną na wyszczególnionych osiedlach mieszkaniowych:
- Osiedle Armii Krajowej
- Osiedle Bohaterów II Wojny Światowej
- Osiedle Jagiellońskie
- Osiedle Oświecenia
- Osiedle Piastowskie
- Osiedle Powstań Narodowych
- Osiedle Rzeczypospolitej

## Granice i podział
Jednostkę obszarową Systemu Informacji Miejskiej Rataje wytyczają ulice (od zachodu ogranicza go rzeka Warta, a od środkowego wschodu osiedle Polan):
- Bolesława Krzywoustego (od mostu Królowej Jadwigi do Inflanckiej),
- Inflancka (na północy: od Krzywoustego do Piłsudskiego; na południu: od Pawiej do Żegrze),
- Żegrze (od ronda Żegrze do skrzyżowania z Inflancką i Kurlandzką),
- Hetmańska (od mostu Przemysła I do ronda Żegrze),

Jednostka obszarowa SIM Rataje podzielona jest na podobszary, którymi są:
- Osiedle Armii Krajowej
- Osiedle Bohaterów II Wojny Światowej
- Osiedle Jagiellońskie
- Osiedle Oświecenia
- Osiedle Piastowskie
- Osiedle Powstań Narodowych
- Osiedle Rzeczypospolitej

## Historia

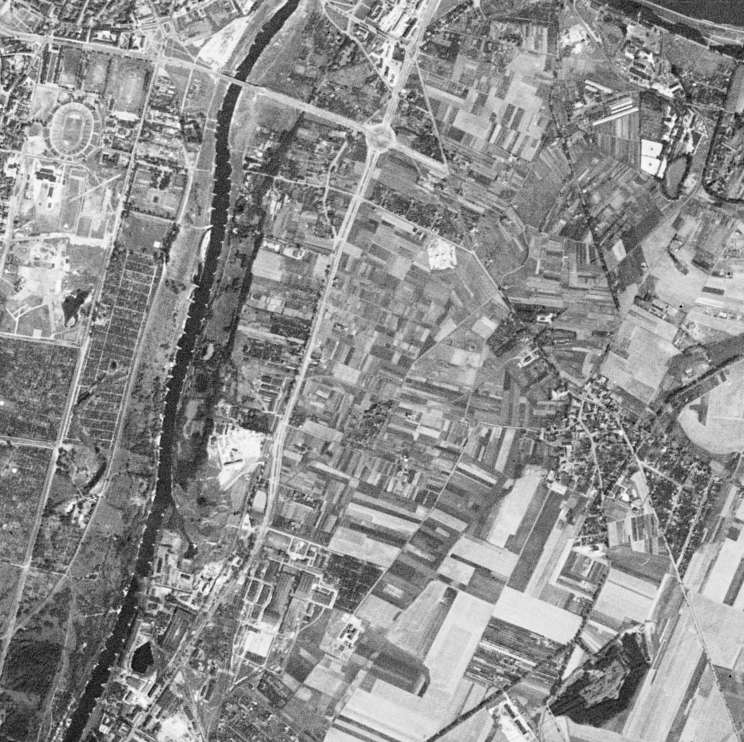
Tereny obecnych Rataj, Żegrza i Starołęki sfotografowane przez amerykańskiego satelitę wywiadowczego KH-4A 1023 w dniu 23 sierpnia 1965 roku

Obecna część miasta Poznań o nazwie Rataje była kiedyś osobną wsią położoną 1,5 km na południowy wschód od Starego Rynku w Poznaniu, w okolicy obecnego Ronda Rataje, pomiędzy ulicami Ludwika Zamenhofa a Bolesława Krzywoustego. Leżała ona w miejscu dzisiejszego osiedla Piastowskiego.
Miejscowość pierwotnie była związana z Wielkopolską. Istnieje co najmniej od pierwszej połowy XIII wieku i ma średniowieczną metrykę. Pierwszy zachowany zapis pochodzi z łacińskiego dokumentu z 1245 (wg zachowanej kopii z XV wieku) gdzie odnotowano ją pod nazwą „Villa Colonorum”, 1253 (wg kopii z 1298) „aratorum campus”, 1396 (wg wzmianki z 1784) „Rataie”, 1406 (wg kopii z lat 1591-1593) „Rathaye”, 1420 „Ratage”, 1447 „Rathagye”, 1473 „Rathage”, 1508 „Rathagye”, 1519 „Rataye” . Nazwa pochodzi od słowa „Rataj” określającego najemnego robotnika wynajmowanego do prac polowych.
Tereny, na których powstała miejscowość były jednak zasiedlone wcześniej. Na obszarze średniowiecznych Ratajów  archeolodzy zidentyfikowali kilka stanowisk archeologicznych z zabytkami z XI-XIV wieku, m. in. w pobliżu obecnego Mostu św. Rocha oraz na stoku terasy przy obecnym Osiedlu Piastowskim.
Miejscowość była wsią książęcą, a później królewszczyzną, czyli wsią królewską, w której znajdował się folwark zwany „Peszlów” należący do królów polskich. Zarządzali nim tenutariusze wywodzący się z polskiej szlachty. Od 1320 wieś leżała w Zjednoczonym Królestwie Polskim, a od 1380 w powiecie poznańskim województwa poznańskiego w Koronie Królestwa Polskiego. W 1465 odnotowana w powiecie poznańskim Korony Królestwa Polskiego. W 1508 leżała w parafii św. Wojciecha w Poznaniu.
Pierwszy zapis związany ze wsią pochodzi ze źródeł kościelnych, z Rocznika kapituły gnieźnieńskiej gdzie pod datą 1245 odnotował równinę koło Śródki rozpościerającą się od drugiego mostu, który prowadzi do kościoła św. Małgorzaty, za rzekę Cybinę, aż do góry wsi Rataje zapisanej po łacinie jako „Villa Colonorum” (pol. „Wieś kolonistów”), a stąd dalej na zachód za wzgórzem do rzeki Warty, tak że w granicach tych zawierała się również wieś Chartowo. Z  1253 pochodzi kolejny dokument wystawiony przez kancelarię książąt wielkopolskich, braci Przemysła I oraz Bolesława Pobożnego, którzy lokując miasto Poznań, nadali wójtowi nowe wsie, a w tym m. in. Rataje, Piotrowo, Żegrze, Starołękę. Dokument rozciągał na te wsie uprawnienia sądowe wójta ze wsi „Boguthe villa”.
Pod koniec XIV wieku we wsi znajdowały się role królewskie oraz chłopskie. W 1396 oficjał poznański zawyrokował w sporze sądowym o dziesięciny z Ratajów, które z ról uprawianych dla króla przysądził kanclerzowi wielkopolskiemu, a dziesięciny z ról chłopskich Mikołajowi Magince wikariuszowi katedry poznańskiej.
W 1401 Uniwersytet Krakowski  otrzymał od króla Władysława II Jagiełły uposażenie kanclerza wielkopolskiego, do którego należała m. in. prebenda w kolegiacie NMP in Summo w Poznaniu, w której mieściły się także okoliczne wsie; w tym Rataje. W 1473 Stanisław Lubicki mieszczanin poznański wziął w dzierżawę od Uniwersytetu Jagiellońskiego dziesięciny z Ratajów na 9 lat. Rozwiązanie tej umowy nastąpiło w 1481.
W 1406 król polski Władysław II Jagiełło ufundował klasztor karmelitów Bożego Ciała pod Poznaniem i nadał mu m. in. prawo budowy młyna zbożowego naprzeciw królewskiego folwarku Rataje. W 1420 odnotowano jako świadka Wojsława, który był najemnym robotnikiem zwanym ratajem pochodzącym ze wsi Rataje. W 1447 król polski Kazimierz IV Jagiellończyk zatwierdził przywilej króla Władysława Jagiełły z 1443, zezwalający miastu Poznań zabudować groblę za bramą Wodną, idąc do królewskiego folwarku zwanego Rataje. W 1465 król polski Kazimierz Jagiellończyk nadał klasztorowi Bożego Ciała pod Poznaniem miejsce pod budowę cegielni za młynem karmelitów oraz za nowym mostem, idąc do Starołęki w miejscu zwanym Rataje.
W 1465 Ambroży syn Andrzycha z Żegrza sprzedał szpitalowi św. Gertrudy w Poznaniu 7 wiardunków czynszu z 4 łanów w królewskich wsiach Żegrze i Rataje z zastrzeżeniem prawa wykupu za 21 grzywien. W 1499 król polski Jan I Olbracht zezwolił Ambrożemu Pampowskiemu wykupić wsie Żegrze i Rataje z rąk wojewody poznańskiego Jana Ostroroga. W 1508 król polski Zygmunt I Stary zezwolił Łukaszowi Górce wykupić te wsie z rąk Ambrożego Pampowskiego. W 1515 Jan Pampowski, syn zmarłego Ambrożego, był tenutariuszem Żegrza i Ratajów. W  1519 król zezwolił Stanisławowi Przystanowskiemu wykupić folwark zwany „Peszlów” w Ratajach z rąk Franciszka Kity i jego żony Doroty. W 1524 król Zygmunt Stary zatwierdził Grzegorzowi Lubrańskiemu synowi zmarłego Mikołaja posiadanie wsi Żegrze i Ratajów.
W 1531 kanclerz kolegiaty NMP in Summo w Poznaniu pozwał zagrodników z Ratajów o dziesięcinę snopową z ich ról wymierzonych z folwarku królewskiego w Ratajach. Zagrodnicy bronili się, że nigdy nie płacili dziesięciny kanclerzom, a konsystorz orzekł, że jednak mają je płacić. W 1552 król polski Zygmunt August zezwolił wojewodzie poznańskiemu Stanisławowi Górce lokować miasto Stanisławowo na prawie magdeburskim, na gruntach wsi królewskiej Rataje, leżącej nad rzeką Wartą. To nowe miasto zwane było później także „Łaciną” lub po prostu „Miasteczkiem”. Leżało ono na północ od wsi Rataje, u wylotu obecnego Mostu św. Rocha.
Zachowały się także zapisy w historycznych księgach podatkowych. W 1508 pobrano podatki z folwarku Rataje. W 1563 miał miejsce pobór od zagrodników ratajskich. W 1577 pobrano podatki ze wsi Rataje należącej do wojewody poznańskiego Stanisława Górki. W 1580 miał miejsce pobór z Ratajów od 9 zagrodników, który zapłacił wojewoda poznański Stanisław Górka.
Poznań w XVI wieku korzystał zwyczajowo z lasku ratajskiego, który rósł w okolicy młyna Topolnego, celem pozyskiwania chrustu i gałęzi do umacniania grobli miejskich. W 1561 doszło nawet do sporu sądowego o korzystanie z tego lasu między miastem, a właścicielami terenu. Wieś szlachecka Rataie położona była w 1580 roku w powiecie poznańskim województwa poznańskiego. Według danych ze spisu powszechnego w 1789 (pierwszego w Polsce) Rataje zamieszkiwało 131 osób, a w 1819 było ich już 196.
Teren Rataj oraz wsi Chartowo i Żegrze, stanowiących część dzielnicy Nowe Miasto, włączono w granice Poznania w 1925 roku. Idea przekształcenia, zachowującej do tego czasu swój wiejski charakter części miasta zrodziła się w latach 1950–1952, gdy rozpisano konkurs urbanistyczny na zagospodarowanie tych terenów o powierzchni około 2100 ha. Plan zagospodarowania przestrzennego został w 1962 roku zatwierdzony przez Radę Narodową Poznania. Pracami nad kształtem nowego kompleksu osiedli zajmować się miała specjalna pracownia „Rataje” w obrębie poznańskiego „Miastoprojektu” kierowana przez J. Wellengera.
23 sierpnia 1977 osiedla ratajskie, jako przykład nowoczesnego budownictwa mieszkaniowego, zwiedzał Mohammad Reza Pahlawi – szach Iranu.
Rataje w latach 1954–1990 należały do dzielnicy Nowe Miasto.

## Architektura
Całość Rataj podzielono na dwie części, tzw. tarasy. Dolny taras stanowić miały osiedla Piastowskie, Jagiellońskie, Rzeczypospolitej, Manifestu Lipcowego (obecnie Armii Krajowej), Bohaterów II Wojny Światowej, Oświecenia, Powstań Narodowych i Związku Młodzieży Socjalistycznej (obecnie Polan). Na os. Piastowskim w grudniu 1967 roku ukończono pierwszy ratajski blok. Początkowo istniały jedynie dwa typy pięciokondygnacyjnych budynków. Zbudowano z nich całe os. Piastowskie oraz część os. Jagiellońskiego. W późniejszym okresie dodano dwa kolejne typy budynków pięciokondygnacyjnych o większej liczbie klatek schodowych oraz mieszkaniach o większej powierzchni. Uzupełnieniem tych podstawowych budynków były tzw. „deski”, czyli jedenastokondygnacyjne bloki o długości 220 m, szerokości 13 m, sześciu klatkach schodowych, 540 mieszkaniami z 1260 izbami na 1800 mieszkańców oraz osiemnastokondygnacyjne „punktowce” ze 128 mieszkaniami.

## Edukacja

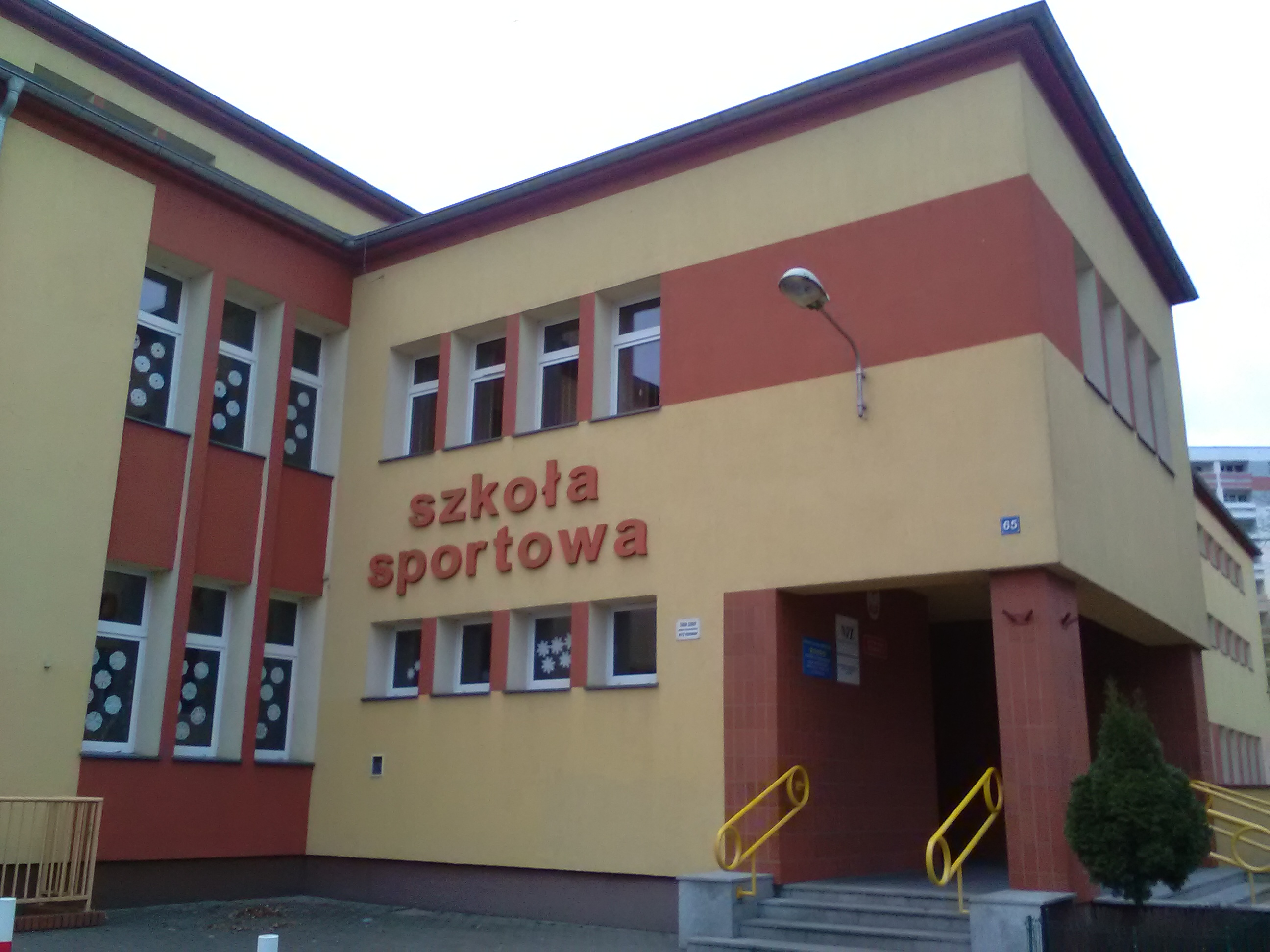
Sportowa Szkoła Podstawowa nr 14, najstarsza szkoła na Ratajach (2017)

Wykaz placówek oświatowych znajdujących się na terenie Rataj:
- Szkoła podstawowa nr 3 im. Bolesława Krzywoustego, os. Piastowskie 27[12]
- Sportowa Szkoła Podstawowa nr 14 im. Władysława Łokietka, os. Piastowskie 65[13]
- Liceum Ogólnokształcące nr 14 im. Kazimierza Wielkiego, dawna Szkoła Podstawowa nr 31, os. Piastowskie 106[14][15]
- Szkoła podstawowa nr 20 im. Stefana Batorego, os. Rzeczypospolitej 44[16]
- Liceum Ogólnokształcące nr 10 im. Przemysła II, os. Rzeczypospolitej 111
- Zespół Szkół Salezjańskich w Poznaniu, Publiczna Salezjańska Szkoła Podstawowa, Publiczne Salezjańskie Liceum Ogólnokształcące im. bł. Piątki Poznańskiej, os. Bohaterów II Wojny Światowej 29[17]
- Szkoła Podstawowa nr 2 im. „Szarych Szeregów”, os. Jagiellońskie 128[18]
- Społeczna Szkoła Podstawowa nr 4 STO im. prof. Adama Wodziczki, os. Oświecenia 64 [19]
- Szkoła podstawowa nr 19 im. Stanisława Staszica, os. Oświecenia 1[20]
- Szkoła podstawowa nr 18 im. Zofii Nałkowskiej, os. Armii Krajowej 100[21]
- Zespół Szkół Samochodowych im. inż. Tadeusza Tańskiego, ul. Zamenhofa 142

## Transport

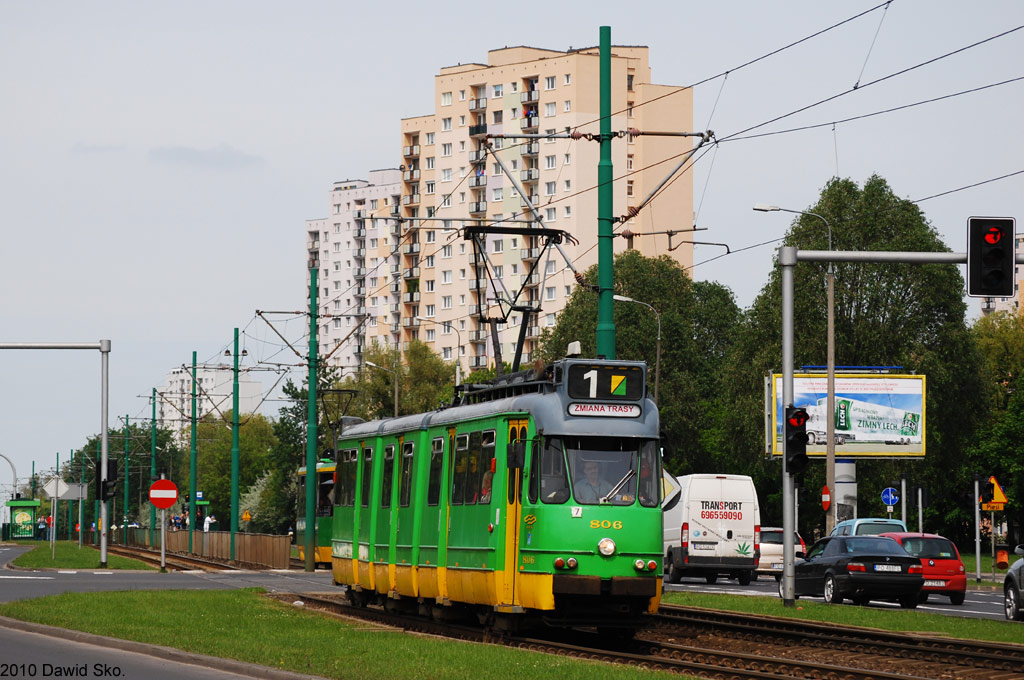
Tramwaj marki Beijnes 3G na ulicy Zamenhofa (2010)

23 lutego 1979 oddano do użytku trasę na os. Lecha (rozpoczęcie budowy nastąpiło w maju 1978). Początkowo kursowały tam tramwaje linii 5 z Górczyna, a także nowo utworzonej linii 23, kursującej jedynie w dni robocze do ul. Gwarnej (wówczas Lampego). Pierwszy wagon z przedstawicielami władz Poznania, który przejechał po linii, to 102Na-22 (linia 5, prowadzony przez motorniczego Waldemara Jakubowskiego)) oraz typu N (linia 23). Pierwszym tramwajem przejechali m.in. prezydent Władysław Śleboda oraz I sekretarz KW PZPR w Poznaniu Jerzy Zasada. Skarpa przy ul. Piaśnickiej pełna była ludzi z transparentami. Na czele tramwaju wisiała tablica z napisem: W rocznicę wyzwolenia Poznania budowniczowie przekazują społeczeństwu miasta nową linię tramwajową do os. Lecha.
Od 1 lutego 1982 na os. Lecha skierowano również linie 17 z pętli Budziszyńska przez Śródkę. Od 1 listopada 1982 linia 23 kursowała także w weekendy. Pętla na os. Lecha była w zamierzeniu tymczasową. Wraz z nią wybudowano tunele w kierunku Franowa i Ronda Żegrze. 18 października 1983 otwarto odcinek z Ronda Starołęka, przez Rondo Żegrze do osiedla Stare Żegrze (wówczas ZWM). Kursował tu dwukierunkowy wagon 4N-737 (jazda wahadłowa, linia W). Miał on dwa stanowiska motorniczego, jednak drzwi tylko z jednej strony. Z uwagi na wysoką frekwencję pasażerów skład ten rozbudowano do wahadłowej wersji N+ND+N. 30 sierpnia 1985 oba odcinki połączono ulicami Żegrze i Chartowo (wówczas Jedności Słowiańskiej). Nazywany on jest Górnym Tarasem Rataj (GTR). Kursowała tu linia 23 przedłużona do Starołęki, a w nocy linia 4 z Serbskiej na Zawady. Z uwagi na niedostatki wyposażenia podstacji trakcyjnej GTR przez długie lata mogła tu kursować tylko jedna linia tramwajowa, obsadzona wyłącznie taborem typu N (od 1986 także w trójskładach). Od 5 stycznia 1987 skierowano na GTR linię 20 z Ogrodów na Miłostowo, a od 1988 kursowały tu trójskłady 105Na na linii 5 (wycofane w 1994). Od 6 lutego 1989 na trasę tę skierowano linię 0 (okólną). 1 stycznia 1992 zlikwidowano linię 23 oraz zmieniono trasy linii 0 i 17 („zerówkę” zlikwidowano 1 września 1992). Od 1 stycznia 1993 po Trasie Kórnickiej jeździły linie 1 i 5. 1 marca 1999 do os. Lecha skierowano linię D z os. Sobieskiego, a od 1 września tego samego roku poprzez GTR kursowała linii 11 z Piątkowskiej. 1 marca 2005 podzielono linię 1 na dwie: 1 i 17 (1 kursowała po GTR, a 17 do os. Lecha z Ogrodów). Od tego samego dnia linia 11 skrócona została do os. Lecha (i dodatkowo zmieniono jej przebieg), a na GTR skierowano linie 3 i 4 (11 października te dwie linie wycofano z GTR i zastąpiono wydłużoną „siedemnastką”). 30 sierpnia 2005 odbyły się przez GTR przejazdy specjalne z okazji 10-lecia trasy. 15 sierpnia 2007 do os. Lecha zaczęła kursować linie 16 z os. Sobieskiego.
Obecnie przez Rataje biegną liczne linie tramwajowe oraz autobusowe.

### Linie tramwajowe
- Linie dzienne[24]

-  1 Junikowo - Franowo

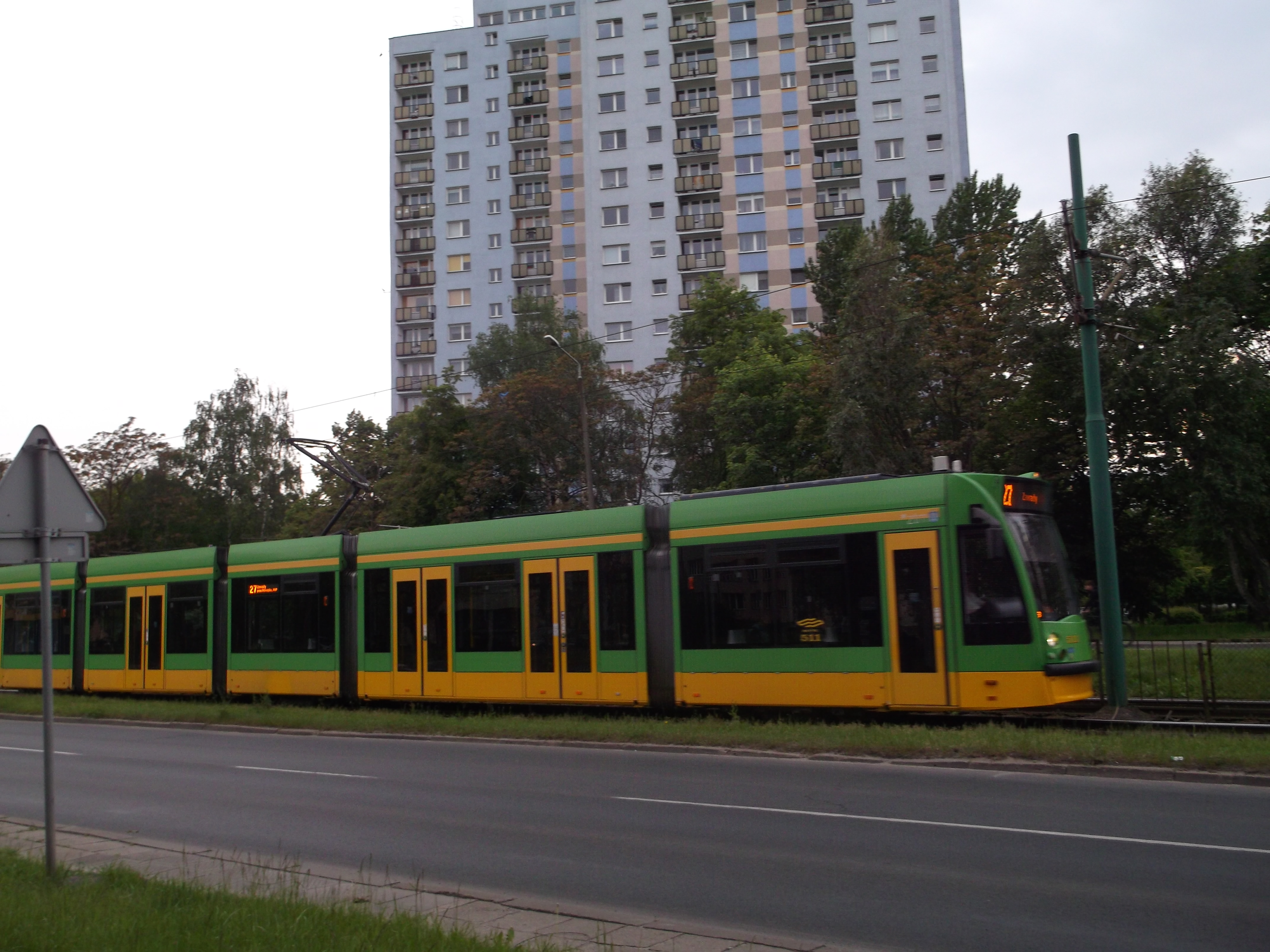
Tramwaj marki Siemens Combino na ulicy Zamenhofa (2016)

-  3 Unii Lubelskiej - Błażeja
-  6 Miłostowo - Budziszyńska
-  7 Ogrody – Połabska
-  11 Piątkowska – Unii Lubelskiej
-  12 Osiedle Sobieskiego – Starołęka PKM
-  13 Junikowo – Starołęka PKM
-  18 Ogrody - Franowo

- Linie nocne

-  201 Osiedle Sobieskiego – Unii Lubelskiej

### Linie autobusowe
- Linie dzienne MPK Poznań[25]

-  152 Rondo Rataje – Darzybór
-  154 Rondo Rataje – Spławie

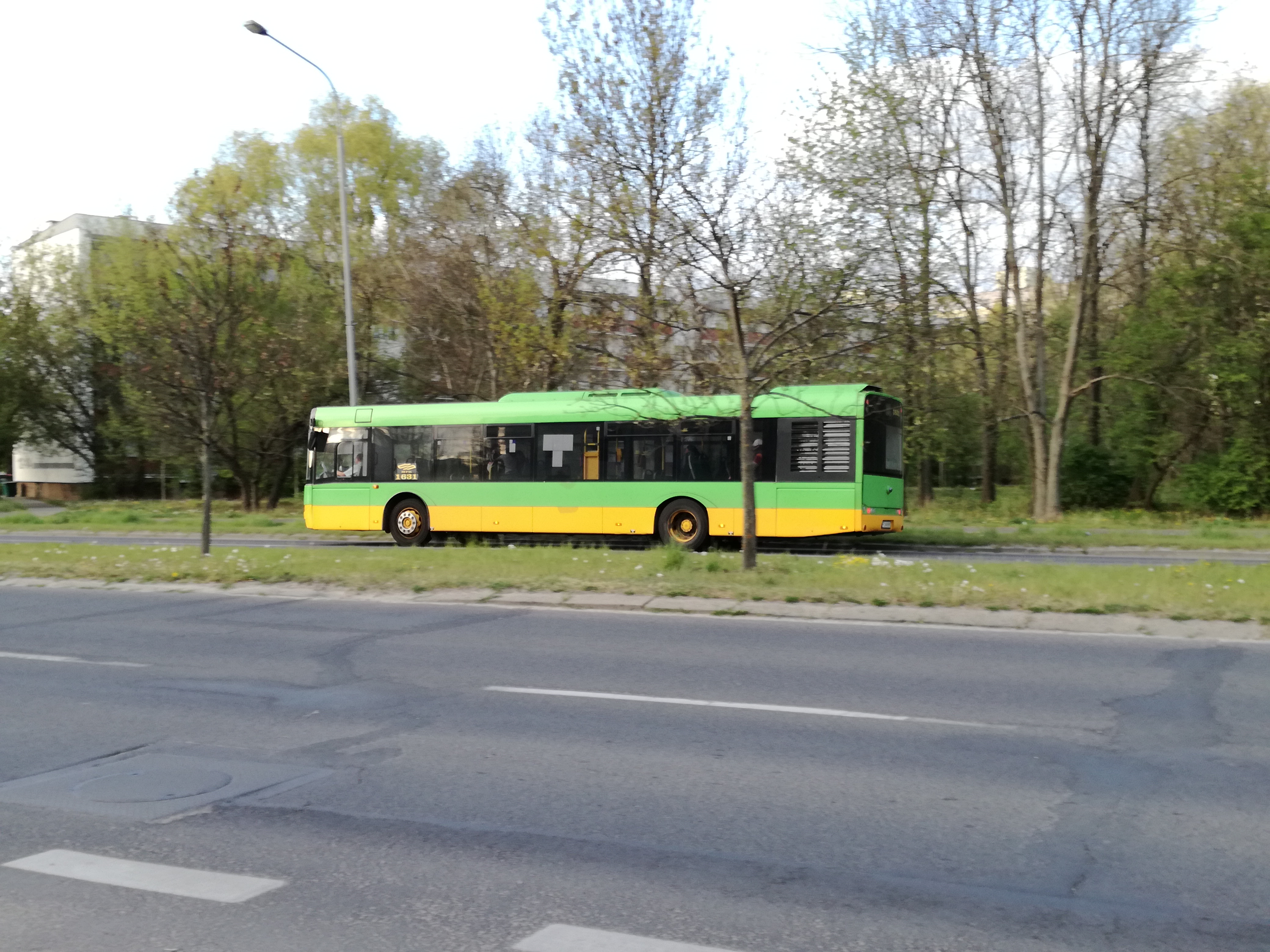
Autobus marki Solaris Urbino 12 na ulicy Piłsudskiego (2020)

-  162  196 Rondo Rataje – Krzesiny – Rondo Rataje (linie okrężne przeciwbieżne)
-  166 Rondo Rataje – Zieliniec
-  174 Osiedle Sobieskiego – Unii Lubelskiej
-  181 Rondo Rataje – Krzywoustego/Kinepolis
-  184 Rondo Rataje – Termy Maltańskie (- Nowe ZOO)
-  190 Rondo Rataje – Osiedle Sobieskiego

- Linie nocne MPK Poznań[26]

- 211 Garbary - Rondo Rataje - Unii Lubelskiej - Starołęka (- Rondo Minikowo)
- 212 Kacza - Rondo Kaponiera - Szwajcarska Szpital
- 218 Os. Sobieskiego - Rondo Kaponiera - Franowo
- 220 Garbary - Rondo Rataje - Spławie - Krzesiny - Rondo Rataje - Garbary (linia okrężna)
- 221 Garbary - Rondo Rataje - Starołęka - Sypniewo
- 222 Port Lotniczy Ławica - Rondo Kaponiera - Szwajcarska Szpital - Franowo (- Darzybór) - Mogileńska
- 227 Rondo Rataje - Główna (- Koziegłowy Os. Leśne (- Kicin Pętla) / Janikowo)

## Bezpieczeństwo
Na osiedlu Bohaterów II Wojny Światowej zlokalizowany jest Referat Straży Miejskiej Nowe Miasto.

## Wspólnoty religijne

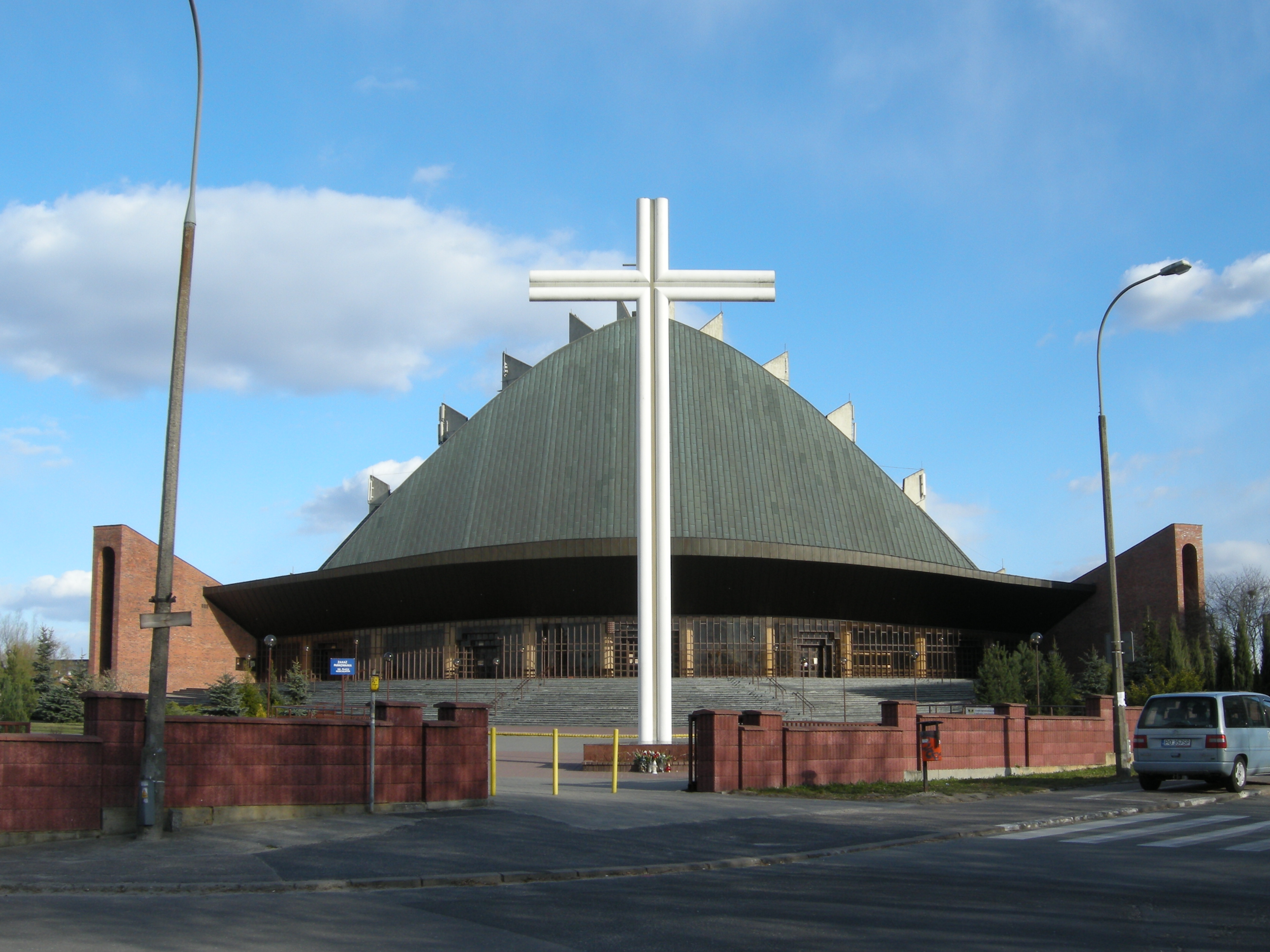
Kościół Nawiedzenia Najświętszej Maryi Panny na osiedle Bohaterów II Wojny Światowej (2012)

Na Ratajach założono cztery parafie Kościoła rzymskokatolickiego, które są zgrupowane w dekanacie Poznań-Nowe Miasto i dekanacie Poznań-Rataje, a są to:
- Parafia św. Rocha
- Parafia Nawiedzenia Najświętszej Maryi Panny
- Parafia Najświętszej Bogarodzicy Maryi
- Parafia Nawrócenia św. Pawła

## Media
- Ratajska Telewizja Kablowa (od 1997),
- Bezpłatny miesięcznik lokalny: „Gazeta ratajska” (nakł. 5 000 egz.). Adresowany jest on do mieszkańców Rataj, Chartowa, Żegrza i Malty. Redaktorem naczelnym jest Jerzy Raube[28],
- Darmowy miesięcznik lokalny: „Oferta Rataj”[29],
- Kwartalnik Rady Osiedla Rataje „Głos Rataj”[30].

## Rataje w kulturze popularnej
Tematykę budowy osiedli ratajskich i dynamicznych przemian społecznych na tym terenie poruszyli:
- Krzysztof Lis w opowiadaniu „Rataje” (publikowanym w almanachu Prosto z Młodości w 1980),
- Łucja Danielewska w wierszu „Rataje”,
- Waldemar Ciszak i Michał Larek w powieści pt. Mężczyzna w białych butach (2016) inspirowanej prawdziwymi wydarzeniami, fragment akcji rozgrywa się na osiedlu Piastowskim, na którym seryjny zabójca pozbawił życia dwunastoletniego chłopca w 1991 roku[31],
- Jadwiga Urbanowicz i Jerzy Milian w piosence Tramwajem na Rataje,
- Muchy w piosence Górny Taras.

## Znane osoby związane z Ratajami

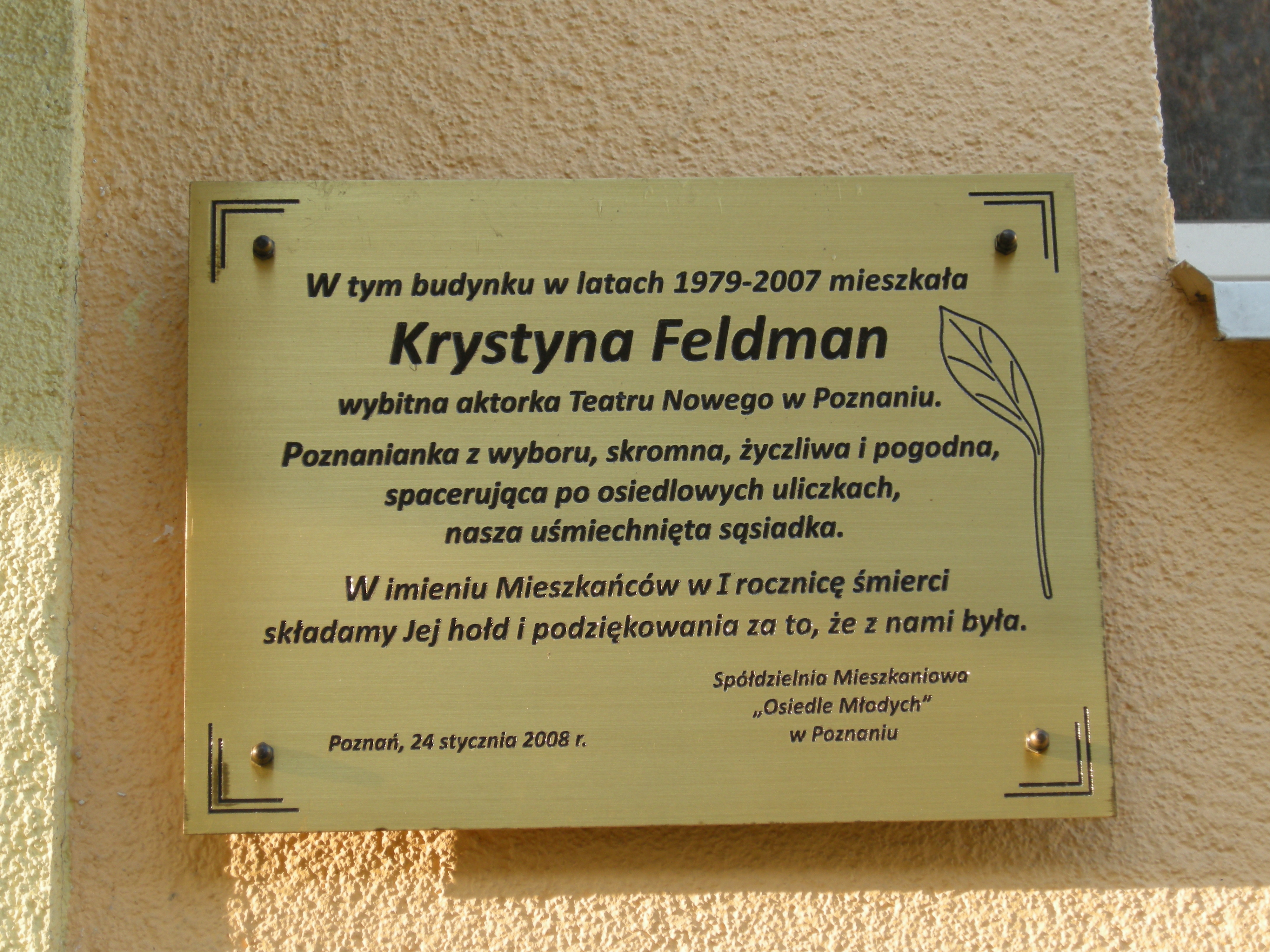
Tablica pamiątkowa poświęcona Krystynie Feldman na bloku w którym mieszkała

- Jerzy Bogdanowski – (1944-2010) dziennikarz radiowy i telewizyjny, współtwórca Ratajskiej Telewizji Kablowej, zamieszkiwał na osiedlu Oświecenia [32]
- Krystyna Feldman – (1916-2007) aktorka, mieszkała na osiedlu Armii Krajowej
- Milan Kwiatkowski - (1938-1999) polonista, nauczyciel, dramatopisarz i kierownik literacki teatrów oraz teatroznawca zamieszkiwał na osiedlu Piastowskim[33]
- Krystyna Łybacka - (1946-2020) polityk i doktor nauk matematycznych oraz wykładowca akademicki Politechniki Poznańskiej, mieszkała na osiedlu Oświecenia 93[34]
- Mariusz Sabiniewicz – (1963-2007) aktor teatralny, telewizyjny i filmowy[35]
- Juliusz Kubel (1949) – pisarz, publicysta, reżyser[36]